# 39-я армия в Китае
В этой статье рассматриваются боевые действия 39-й армии от вступления СССР в войну с Японией до расформирования.
39-я армия — оперативное объединение Сухопутных войск (армия) в составе Вооружённых сил СССР, созданная во время Великой Отечественной войны.

## Участие в войне с Японией

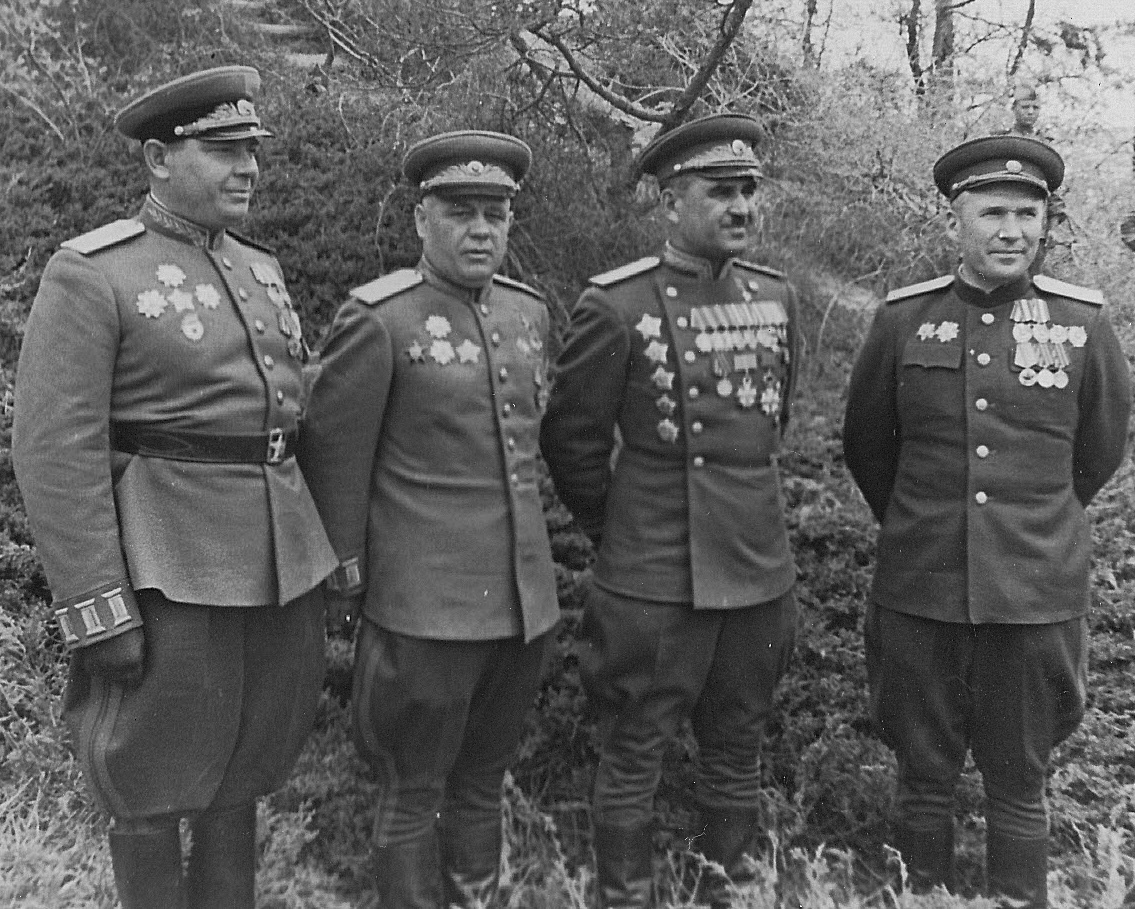
Военный совет 39-й армии в Порт-Артуре. Слева направо: командующий артиллерией генерал-лейтенант Ю. П. Бажанов, генерал-лейтенант В. Р. Бойко, командующий 39-й армией генерал-полковник И. И. Людников, член Военного совета армии по тылу генерал-майор Д. А. Зорин

Вопрос о вступлении СССР в войну с Японией был решён на конференции в Ялте 11 февраля 1945 года специальным соглашением. В нём предусматривалось, что Советский Союз вступит в войну против Японии на стороне союзных держав через 2-3 месяца после капитуляции Германии и окончания войны в Европе. Япония отвергла требование США, Великобритании и Китая от 26 июля 1945 года сложить оружие и безоговорочно капитулировать.
По распоряжению Верховного Главнокомандования в августе 1945 года началась подготовка к операции по высадке морского десанта в порту Далянь (Дальний) и освобождению Люйшуня (Порт-Артур) совместно с частями 6-й гвардейской танковой армии от японских оккупантов на Ляодунском полуострове Северного Китая. К операции готовился 117-й авиационный полк ВВС Тихоокеанского флота, который проходил подготовку в бухте Суходол под Владивостоком.
1 мая 1945 года 39-я армия была выведена из района Инстербурга в Прибалтике в Резерв Верховного Главнокомандования, затем была передислоцирована в Монголию и 20 июня включена в состав Забайкальского фронта, которым командовал маршал Советского Союза 
Р. Я. Малиновский. Командующий 39-й армии — генерал-полковник Людников И. И., член Военного совета — генерал-майор Бойко В. Р., начальник штаба — генерал-майор Симиновский М. И..
8 августа 1945 года СССР объявил войну Японии. 9 августа войска Забайкальского, 1-го и 2-го Дальневосточных фронтов во взаимодействии с Тихоокеанским флотом и Амурской речной флотилией начали боевые действия против японских войск на фронте более 4 тысяч километров.

### Боевые действия

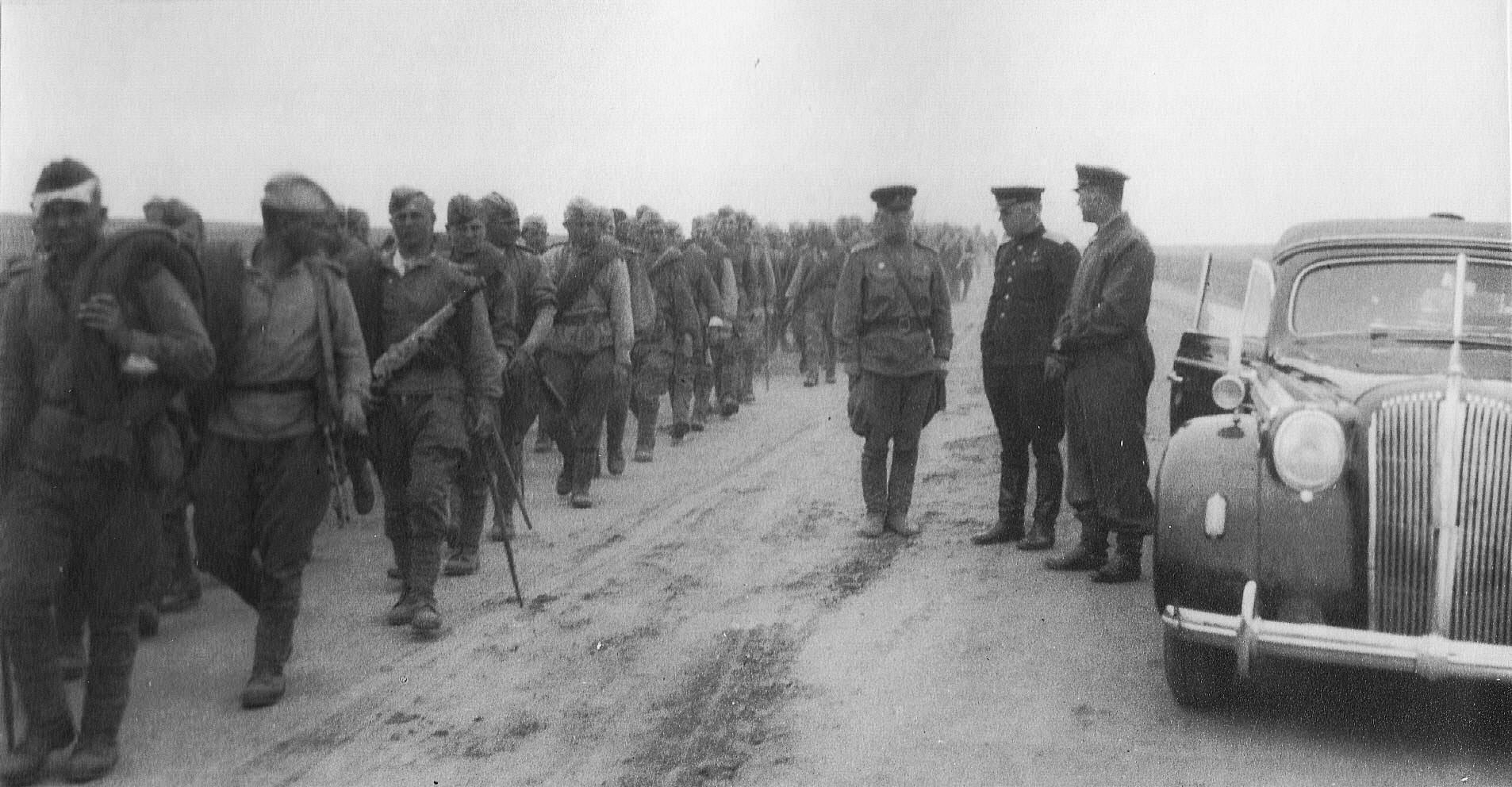
39-я армия в монгольских степях. Рядом с машиной И. И. Людников и В. Р. Бойко.

Задачей 39-й армии являлся прорыв ударом из Тамцаг-Булагского выступа, Халун-Аршанского и, совместно с 34-й армией, Хайларского укреплённых районов. 39-я, 53-я и 6-я гвардейская танковая армии выступили из района города Чойбалсан на территории Монгольской Народной Республики и продвинулись к государственной границе МНР и Маньчжоу-го на расстояние до 250—300 км. В целях лучшей организации переброски войск в районы сосредоточения и далее в районы развёртывания штаб Забайкальского фронта заблаговременно выслал в Иркутск и на станцию Карымская специальные группы офицеров. В ночь на 9 августа передовые батальоны и разведывательные отряды трёх фронтов в условиях летнего муссона, приносящего частые и сильные дожди, двинулись на территорию противника.
39-я армия имела в своём распоряжении 262 танка и 133 самоходные артиллерийские установки. Её поддерживал 6-й бомбардировочный авиационный корпус под командованием генерал-майора И. П. Скока, базировавшийся на аэродромах Тамцаг-Булагского выступа. Армия наносила удар по войскам входившим в 3-й фронт Квантунской армии.
9 августа головной дозор 262-й дивизии вышел к железной дороге Халун-Аршан — Солунь. Халун-Аршанский укреплённый район, как выяснила разведка 262 дивизии, занимали части 107-й японской пехотной дивизии.
К исходу первого дня наступления советские танкисты совершили бросок на 120—150 км. Передовые отряды 17-й и 39-й армий продвинулись на 60—70 км.
10 августа к заявлению правительства СССР присоединилась Монгольская Народная Республика и объявила войну Японии.
11 августа части 6-й гвардейской танковой армии генерала А. Г. Кравченко преодолели Большой Хинган.
Первой из стрелковых соединений вышла на восточные скаты горного хребта 17-я гвардейская стрелковая дивизия генерала А. П. Квашнина.
В течение 12-14 августа японцы предприняли множество контратак в районах Линьси, Солунь, Ванъемяо, Бухэду, однако войска Забайкальского фронта нанесли по контратакующему противнику сильные удары и продолжали стремительно двигаться на юго-восток. 13 августа 39-я армия овладела городами Улан-Хото и Солунь, после чего начала наступление на Чанчунь.
13 августа 6-я гвардейская танковая армия, имевшая в своём составе 1019 танков, прорвала японскую оборону и вышла на стратегический простор. Квантунской армии ничего не оставалось, кроме как отойти через реку Ялу в Северную Корею, где её сопротивление продолжалось до 20 августа.
На Хайларском направлении, где наступал 94-й стрелковый корпус, удалось окружить и ликвидировать крупную группировку вражеской конницы. 
13 августа президент США Гарри Трумэн отдал приказ занять порт Дальний до того, как туда высадятся русские. Сделать это планировалось на кораблях, однако советские войска заняли порт раньше, высадив десант на гидросамолётах.
В ходе Хингано-Мукденской фронтовой наступательной операции войска 39-й армии нанесли удар из Тамцаг-Булагского выступа по войскам 30-й, 44-й армий и левому флангу 4-й отдельной японской армии. Разгромив войска противника, прикрывавшие подступы к перевалам Большого Хингана, армия овладела Халун-Аршанским укреплённым районом. Развивая наступление на Чанчунь, продвинулась с боями на 350—400 км и к 14 августа вышла в центральную часть Маньчжурии.
Маршал Малиновский поставил перед 39-й армией новую задачу: в предельно сжатые сроки занять территорию южной Маньчжурии, действуя сильными передовыми отрядами в направлении на Мукден, Инкоу, Аньдун.
К 17 августа 6-я гвардейская танковая армия продвинулась на несколько сот километров, и до столицы Маньчжурии города Чанчунь оставалось около 150 километров.
17 августа 1-й Дальневосточный фронт сломил сопротивление противника на востоке Маньчжурии, заняв крупнейший город региона Муданьцзян.
17 августа Квантунская армия получила приказ своего командования о капитуляции, однако он не сразу до всех дошёл, а кое-где японцы действовали и вопреки приказу. На ряде участков они осуществляли сильные контрудары и проводили перегруппировки, стремясь занять выгодные оперативные рубежи на линии Цзиньчжоу — Чанчунь — Гирин — Тумынь. Практически военные действия продолжались до 2 сентября, а 84-я кавалерийская дивизия генерала Т. В. Дедеоглу, которая попала в окружение 15-18 августа к северо-востоку от города Ненани, вела боевые действия до 7-8 сентября.
К 18 августа на всём протяжении Забайкальского фронта советско-монгольские войска вышли к железнодорожной магистрали Бэйпин — Чанчунь, а ударная сила главной группировки фронта — 6-я гвардейская танковая армия — вырвалась на подступы к Мукдену и Чанчуню.
18 августа главнокомандующий советскими войсками на Дальнем Востоке маршал А. М. Василевский отдал приказ об оккупации острова Хоккайдо силами двух стрелковых дивизий, но эта высадка не была осуществлена из-за задержки продвижения советских войск в Южном Сахалине, а затем отложена до указаний Ставки ВГК.
19 августа советские войска взяли Мукден (воздушный десант 6 гв. та, 113 ск) и Чанчунь (воздушный десант 6 гв. та) — крупнейшие города Маньчжурии. На аэродроме в Мукдене был арестован Пу И, император Маньчжоу-го.
К 20 августа советскими войсками были заняты Южный Сахалин, Маньчжурия, Курильские острова и часть Кореи.

### Десанты в Порт-Артуре и Дальнем

Китайское население города Дальнего радостно встречает советских танкистов. Август 1945 г.

22 августа 1945 года 27 самолётов 117-го авиационного полка поднялись в воздух и взяли курс на порт Дальний. Всего в десанте участвовало 956 человек. Командовал десантом генерал А. А. Яманов. Маршрут пролегал над морем, далее — через Корейский полуостров, вдоль побережья Северного Китая. Волнение моря при посадке составляло около двух баллов. Гидросамолёты садились один за другим в бухте порта Дальний. Десантники пересаживались на надувные шлюпки, на которых плыли к пирсу. После посадки десант действовал согласно боевой задаче: занял судостроительный завод, сухой док (сооружение, где ремонтируют корабли), складские помещения. Береговая охрана тут же снималась и заменялась своими часовыми. Одновременно с этим советское командование принимало капитуляцию японского гарнизона.
В тот же день, 22 августа, в 3 часа дня из Мукдена поднялись в воздух самолёты с десантом, прикрываемые истребителями. Вскоре часть самолётов повернула к порту Дальний. Десантом в Порт-Артур, состоящим 10 самолётов с 205 десантниками, командовал заместитель командующего Забайкальским фронтом генерал-полковник В. Д. Иванов. В составе десанта был начальник разведки Борис Лихачёв.
Самолёты один за другим опустились на лётное поле. Иванов отдал приказ немедленно занять все выходы и захватить высоты. Десантники сразу разоружили несколько расположенных вблизи частей гарнизона, взяв в плен около 200 японских солдат и офицеров морской пехоты. Захватив несколько грузовых и легковых машин, десантники направились в западную часть города, где сгруппировалась другая часть японского гарнизона. К вечеру подавляющее большинство гарнизона капитулировало. Начальник морского гарнизона крепости вице-адмирал Кобаяси сдался вместе со своим штабом.
На следующий день разоружение продолжилось. 
23 августа в Порт-Артуре высадился воздушный десант моряков, возглавляемый генералом Е. Н. Преображенским.
23 августа в присутствии советских солдат и офицеров был спущен японский флаг и над крепостью взвился советский под троекратный салют.
24 августа в Порт-Артур прибыли части 6-й гвардейской танковой армии. 25 августа прибыло новое подкрепление — морские десантники на 6 летающих лодках Тихоокеанского флота. 12 лодок приводнились в Дальнем, дополнительно высадив 265 морских пехотинцев. Вскоре сюда же прибыли части 39-й армии в составе двух стрелковых и одного механизированного корпусов с приданными ей частями и освободили весь Ляодунский полуостров с городами Далянь (Дальний) и Люйшунь (Порт-Артур). Комендантом крепости Порт-Артур и начальником гарнизона был назначен генерал В. Д. Иванов.
Когда части 39-й армии РККА вышли к Порт-Артуру, два отряда американских войск на скоростных десантных судах постарались высадиться на берег и занять выгодный со стратегической точки зрения рубеж. Советские солдаты открыли огонь из автоматов в воздух, и американцы прекратили высадку.
Как и было рассчитано, к тому времени, как американские корабли подошли к порту, он был весь занят советскими частями. Несколько дней постояв на внешнем рейде порта Дальний, американцы были вынуждены покинуть этот район.
23 августа 1945 года советские войска вошли в Порт-Артур. Командующий 39-й армией генерал-полковник И. И. Людников стал первым советским комендантом Порт-Артура.
Не выполнили американцы и своих обязательств разделить с Красной Армией бремя оккупации острова Хоккайдо, о чём договорились руководители трёх держав. Но генерал Дуглас Макартур, который обладал большим влиянием на президента Гарри Трумэна, решительно воспротивился этому. И советские войска так и не ступили на территорию Японии. Правда, СССР, в свою очередь, не позволил Пентагону разместить свои военные базы на Курилах.
22 августа 1945 г. передовыми частями 6-й гвардейской танковой армии был освобождён г. Цзиньчжоу.
24 августа 1945 г. отряд подполковника Акилова из 61-й танковой дивизии 39-й армии в городе Дашицао пленил штаб 17 фронта Квантунской армии. В Мукдене и Дальнем советскими войсками были освобождены из японского плена большие группы американских солдат и офицеров.
28 сентября в Порт-Артур прибыли корабли эскадры ТОФ.
8 сентября 1945 г. в Харбине состоялся парад советских войск в честь победы над империалистической Японией. Командовал парадом генерал-лейтенант К. П. Казаков. Принимал парад начальник Харбинского гарнизона — генерал-полковник А. П. Белобородов.
Для налаживания мирной жизни и взаимодействия китайских властей с советской военной администрацией в Маньчжурии было создано 92 советских комендатуры. Комендантом Мукдена стал генерал-майор Ковтун-Станкевич А. И., Порт-Артура — полковник Волошин.
В октябре 1945 года корабли 7-го флота США с гоминьдановским десантом подошли к порту Дальний. Командующий эскадрой вице-адмирал Сеттл намеревался ввести корабли в порт. Комендант Дальнего, зам. командующего 39-й армии, генерал-лейтенант Г. К. Козлов потребовал отвести эскадру на 20 миль от берега в соответствии с санкциями смешанной советско-китайской комиссии. Сеттл продолжал упорствовать, и Козлову ничего не оставалось, как напомнить американскому адмиралу о советской береговой обороне: «Она свою задачу знает и отлично с ней справится». Получив убедительное предупреждение, американская эскадра вынуждена была уйти. Позднее американская эскадра, имитируя авианалёт на город, так же безуспешно пыталась проникнуть в Порт-Артур.

### Договоры СССР — Китай
14 августа 1945 года состоялось подписание договора о дружбе и союзе между СССР и Китаем, соглашений о Китайской Чанчуньской железной дороге, о Порт-Артуре и Дальнем. 24 августа 1945 года договор о дружбе и союзе и соглашения были ратифицированы Президиумом Верховного Совета СССР и Законодательным Юанем Китайской республики. Договор был заключён на 30 лет.
По соглашению о Китайской Чанчуньской железной дороге, бывшая КВЖД и её часть — Южно-Маньчжурская железная дорога, идущие от станции Маньчжурия до станции Суйфэньхэ и от Харбина до Дальнего и Порт-Артура, переходили в общую собственность СССР и Китая. Соглашение заключалось на 30 лет. По истечении этого срока КЧЖД подлежала безвозмездной передаче в полную собственность Китая.
Соглашение о Порт-Артуре предусматривало превращение этого порта в военно-морскую базу, открытую для военных кораблей и торговых судов только Китая и СССР. Срок действия соглашения определялся в 30 лет. По истечении этого срока военно-морская база Порт-Артур подлежала передаче в собственность Китая.
Дальний объявлялся свободным портом, открытым для торговли и судоходства всех стран. Китайское правительство согласилось выделить в порту для передачи в аренду СССР пристани и складские помещения. В случае войны с Японией на Дальний должен был распространяться режим военно-морской базы Порт-Артур, определённый соглашением о Порт-Артуре. Срок соглашения устанавливался в 30 лет.
Тогда же было подписано соглашение об отношениях между советским главнокомандующим и китайской администрацией после вступления советских войск на территорию Северо-восточных провинций для совместных военных действий против Японии. После прибытия советских войск на территорию Северо-восточных провинций Китая верховная власть и ответственность в зоне военных операций во всех военных вопросах возлагалась на главнокомандующего советскими вооружёнными силами. Китайское правительство назначало представителя, который должен был учреждать администрацию и руководить ею на территории, очищенной от противника, оказывать помощь в установлении на возвращённых территориях взаимодействия между советскими и китайскими вооружёнными силами, обеспечивать активное сотрудничество китайской администрации с советским главнокомандующим.

## Вывод советских войск из Китая
После войны комендантом Порт-Артура и командующим группировки советских войск в Китае на Ляодунском полуострове (Квантун) до 1947 года был И. И. Людников.
1 сентября 1945 г. приказом командующего БТиМВ Забайкальского фронта № 41/0368 61-я танковая дивизия выводилась из состава войск 39-й армии во фронтовое подчинение. К 9 сентября 1945 года она должна быть подготовлена к выступлению своим ходом на зимние квартиры в г. Чойбалсан.
На базе управления 192-й стрелковой дивизии была сформирована 76-я Оршанско-Хинганская Краснознамённая дивизия конвойных войск НКВД для охраны японских военнопленных, которая затем была выведена в г. Читу.
В ноябре 1945 г. советское командование представило гоминьдановским властям план эвакуации войск к 3 декабря того же года. В соответствии с этим планом советские части были отведены из Инкоу и Хулудао и из района к югу от Шэньяна. Поздней осенью 1945 г. советские войска покинули город Харбин.
Однако начавшейся вывод советских войск был приостановлен по просьбе гоминьдановского правительства до завершения организации гражданской администрации в Маньчжурии и переброски туда китайской армии. 22 и 23 февраля 1946 г. в Чунцине, Нанкине и Шанхае были проведены антисоветские демонстрации.
В марте 1946 г. советским руководством было принято решение о незамедлительном выводе Советской Армии из Маньчжурии.
14 апреля 1946 года советские войска Забайкальского фронта во главе с маршалом Р. Я. Малиновским эвакуировались из Чанчуня в Харбин. Сразу же началась подготовка к эвакуации войск и из Харбина. 19 апреля 1946 г. состоялось собрание общественности города, посвящённое проводам покидающих Маньчжурию частей Красной Армии. 28 апреля советские войска покинули Харбин.
На Ляодунском полуострове в соответствии с договором 1945 г. осталась 39-я армия в составе:
- 113-й ск (262-я сд, 338-я сд, 358-я сд);
- 5-й гв. ск (17-я гв. сд, 19-я гв. сд, 91-я гв. сд);
- 7-я мех. д (переданный из 6-й гвардейской танковой армии 7-й Новоукраинско-Хинганский корпус, который вскоре был переформирован в одноимённую дивизию), 6-я гв. адп, 14-я зенад, 139-я апабр, 150-й УР; .
- 7-й бомбардировочный авиационный корпус;

В совместном пользовании осталась военно-морская база Порт-Артур. Местом их дислокации были Порт-Артур и порт Дальний, то есть южная часть Ляодунского полуострова и Гуаньдунский полуостров, расположенный на юго-западной оконечности Ляодунского полуострова. Небольшие советские гарнизоны сохранялись вдоль линии КВЖД.
Летом 1946 года 91-я гв. сд была переформирована в 25-ю гвардейскую пулемётно-артиллерийскую дивизию. 262, 338, 358 сд были расформированы в конце 1946 г. и личный состав передан в 25-ю гв. пулад.

## Войска 39-й армии в КНР
В апреле-мае 1946 года гоминьдановские войска в ходе боевых действий с НОА вплотную подошли к Гуаньдунскому полуострову, практически к советской военно-морской базе Порт-Артур. В этой сложной ситуации командование 39-й армии было вынуждено предпринять встречные меры. В штаб гоминьдановской армии, наступающий в направлении Гуаньдуна, выехал полковник М. А. Волошин с группой офицеров. Гоминьдановскому командующему было заявлено, что территория за обозначенным на карте рубежом в зоне 8-10 км севернее Гуаньдуна находится под огнём нашей артиллерии. В случае дальнейшего продвижения гоминьдановских войск могут возникнуть опасные последствия. Командующий с неохотой дал обещание разграничительную линию не пересекать. Этим самым удалось успокоить местное население и китайскую администрацию.
В 1947—1953 годах советской 39-й армией на Ляодунском полуострове командовал генерал-полковник дважды Герой Советского Союза Афанасий Павлантьевич Белобородов (штаб в Порт-Артуре). Командующий 39-й армией обладал статусом командующего всеми советскими войсками и силами на полуострове, а также полномочиями по руководству всеми гражданскими делами на полуострове. В его оперативном подчинении находились военно-морские и авиационные силы, соединения и части ПВО, базировавшиеся на полуострове. В частности, на полуострове в 1945—1955 гг. базировались:
- 83-й смешанный (до января 1949 г. — 7-й бомбардировочный) авиакорпус, в его составе 134-я (бывшая 248-я) штурмовая, 153-я (бывшая 245-я) истребительная, 194-я (бывшая 179-я) и 228-я (бывшая 113-я) бомбардировочные авиационные дивизии;
- 55-й истребительный авиакорпус ПВО, в его состав в разное время входили 37-я, 113-я и 149-я истребительные авиационные дивизии ПВО;
- 52-я зенитно-артиллерийская дивизия ПВО.

Начальник штаба — генерал Перекрестов, Григорий Никифорович (в Маньчжурской стратегической наступательной операции командовал 65-м стрелковым корпусом), член Военного совета — генерал Коннов, Иван Прокофьевич, начальник политотдела — полковник Дёмин, Никита Степанович, командующий артиллерией — генерал Бажанов, Юрий Павлович и заместитель по гражданской администрации — полковник В. А. Греков.
В Порт-Артуре находилась база ВМФ, командиром которой был вице-адмирал Василий Андреевич Ципанович. Поддержку с воздуха оказывала авиационная группировка 7-го бомбардировочного авиационного корпуса под командованием генерал-лейтенанта авиации Слюсарева Сидора Васильевича в составе:
- 97-й район авиационного базирования;
- 113-я бомбардировочная авиационная Ленинградская Краснознамённая дивизия;
- 179-я бомбардировочная авиационная дивизия;
- 245-я истребительная авиационная Порт-Артурская дивизия.
- 248-я штурмовая авиационная Порт-Артурская дивизия.

В 1948 году на полуострове Шаньдун, в 200 километрах от Дальнего, действовала американская военная база. Каждый день оттуда появлялся самолёт-разведчик и на малой высоте по одному и тому же маршруту облетал и фотографировал советские и китайские объекты, аэродромы. Советские лётчики пресекли эти полёты. 
В июне 1948 года в Порт-Артуре проводились крупные совместные учения всех родов войск. Общее руководство учениями осуществлял Малиновский, из Хабаровска прибыл С. А. Красовский — командующий ВВС Дальневосточного ВО. Учения проходили в два основных этапа. На первом — отражение морского десанта условного противника. На втором — имитация нанесения массированного бомбового удара.
В январе 1949 г. в Китай прибыла советская правительственная делегация во главе с А. И. Микояном. Он провёл инспекцию советских предприятий, военных объектов в Порт-Артуре, а также встретился с Мао Цзэдуном.
В конце 1949 г. в Порт-Артур прибыла большая делегация во главе с премьером Государственного административного совета КНР Чжоу Эньлаем, который встретился с командующим 39-й армией Белобородовым. По предложению китайской стороны состоялось общее собрание советских и китайских военных. На собрании, где присутствовало более тысячи советских и китайских военнослужащих, Чжоу Эньлай выступил с большой речью. От имени китайского народа советским военным он вручил знамя. На нём были вышиты слова благодарности советскому народу и его армии.
В декабре 1949 и феврале 1950 годов на советско-китайских переговорах в Москве было достигнуто соглашение обучить «кадры китайского морского флота» в Порт-Артуре с последующей передачей части советских кораблей Китаю, подготовить план десантной операции на Тайвань в советском Генеральном штабе и направить в КНР группировку войск ПВО и необходимое количество советских военных советников и специалистов.
В феврале 1949 года произошло массовое переименование авиационных частей, соединений и объединений. 7-й бомбардировочный авиационный корпус был переформирован в 83-й смешанный авиационный корпус, входившие в её состав 179-я бомбардировочная авиационная дивизия стала именоваться 194-я бомбардировочная авиационная дивизия, а 248-я штурмовая авиационная Порт-Артурская дивизия — 134-я штурмовая авиационная Порт-Артурская дивизия, 245-я истребительная авиационная Порт-Артурская дивизия — 153-я истребительная авиационная Порт-Артурская дивизия. В январе 1950 года командиром корпуса был назначен Герой Советского Союза генерал Рыкачёв, Юрий Борисович.
В соответствии с договоренностями, достигнутыми на советско-китайских переговорах в Москве авиационная группировка претерпела изменения. В сентябре 1950 года 194-я бомбардировочная авиационная дивизия переподчинена авиации Тихоокеанского флота с базированием на прежнем месте и стала именоваться 589-я минно-торпедная авиационная дивизия, полки дивизии также поменяли наименование и нумерацию:
- 10-й гвардейский бомбардировочный авиационный Киевский Краснознаменный ордена Суворова полк — 1534-й гвардейский минно-торпедный авиационный Киевский Краснознаменный ордена Суворова полк,
- 114-й гвардейский бомбардировочный авиационный Киркенесский Краснознаменный полк — 1535-й гвардейский минно-торпедный авиационный Киркенесский Краснознаменный полк,
- 860-й бомбардировочный авиационный полк — 929-й минно-торпедный авиационный полк.

Из состава корпуса выведена на территорию СССР 248-я штурмовая авиационная Порт-Артурская дивизия, которая вошла в прямое подчинение 54-й воздушной армии Приморского военного округа.
В состав авиационной группировки вошла 106-я истребительная авиационная дивизия ПВО, имеющая три полка:
- 29-й гвардейский истребительный авиационный полк ПВО на МиГ-15;
- 351-й истребительный авиационный полк ПВО	на Ла-11, переданный из 153-й иад;
- 829-й смешанный авиационный полк на Ту-2 и Ил-10.

106-я истребительная авиационная дивизия ПВО входила в Шанхайскую группу ПВО. 8 октября 1950 года была переформирована в 50-ю истребительную авиационную дивизию ПВО 64-го истребительного авиационного корпуса.
В январе 1951 года из состава корпуса выведена 153-я истребительная авиационная Порт-Артурская дивизия с перебазированием на аэродромы полуострова Сахалин.
Когда в Саньшилипу разместили 29-й гвардейский иап на МиГ-15, минно-торпедный авиаполк перевели на аэродром Цзиньчжоу. Два полка (351-й истребительный авиационный полк на Ла-9 и 829-й смешанный авиационный полк на Ту-2 и Ил-10) в 1950 году перебазировались в Шанхай и несколько месяцев обеспечивали воздушное прикрытие его объектов.
14 февраля 1950 года был заключён советско-китайский договор о дружбе, союзе и взаимной помощи. В это время в Харбине уже базировалась советская бомбардировочная авиация.
17 февраля 1950 года в Китай прибыла оперативная группа советских военных в составе: генерал-полковник Батицкий П. Ф., Высоцкий Б. А., Спиридонов С. Л., Супрунов М. Ф., Якушин М. Н., генерал Слюсарев (Забайкальский военный округ). и ряд других специалистов.
20 февраля генерал-полковник Батицкий П. Ф. со своими заместителями встретился с Мао Цзэдуном, который накануне вернулся из Москвы.
Гоминьдановский режим, который под защитой США укрепился на Тайване, усиленно оснащается американской военной техникой и оружием. К 1950 г. возникла непосредственная угроза для крупнейшего промышленного и торгового центра — г. Шанхая.
Тогда же по просьбе правительства КНР Совет Министров СССР принимает постановление создать группу противовоздушной обороны и направить её в КНР для выполнения боевой интернациональной задачи по организации ПВО г. Шанхая и ведения боевых действий;
— назначить командиром группы ПВО генерал-лейтенанта Батицкого П. Ф., заместителем — генерала Слюсарева С. А., начальником штаба — полковника Высоцкого Б. А., заместителем по политчасти — полковника Бакшеева П. А., командующим истребительной авиацией — полковника Якушина М. Н., начальником тыла — полковника Миронова М. В.
ПВО Шанхая осуществляла 52-я зенитно-артиллерийская дивизия под командованием полковника Спиридонова С. Л., начальник штаба полковник Антонов, а также части истребительной авиации, зенитной артиллерии, зенитно-прожекторные, радиотехнические и тыловые, сформированные из войск Московского ВО.
В период развёртывания войск использовалась в основном проводная связь, что свело к минимуму возможность противника прослушивать работу радиосредств и пеленговать радиостанции группировки. Для организации телефонной связи боевых порядков были использованы городские кабельные телефонные сети китайских узлов связи. Радиосвязь же была развёрнута лишь частично. Контрольные приёмники, работавшие на прослушивание противника, были смонтированы совместно с радиоузлами зенитной артиллерии. Радиосети готовились к действиям в случае нарушения проводной связи. Связисты обеспечили выход с узла связи КП группы на международную станцию Шанхая и на ближайшую районную китайскую телефонную станцию.
До конца марта 1950 г. американо-тайваньские самолёты беспрепятственно и безнаказанно появлялись в воздушном пространстве Восточного Китая. С апреля они начали действовать более осторожно, сказалось присутствие советских истребителей, которые проводили тренировочные полёты с аэродромов Шанхая.
За период с апреля по октябрь 1950 г. ПВО Шанхая приводилась в боевую готовность в общей сложности около пятидесяти раз, когда открывала огонь зенитная артиллерия и поднимались на перехват истребители.
В сентябре 1950 г. генерал П. Ф. Батицкий был отозван в Москву. Вместо него в должность командующего группой ПВО вступил его заместитель генерал С. В. Слюсарев. При нём в начале октября из Москвы поступило распоряжение о переучивании китайских военных и передаче боевой техники и всей системы ПВО китайскому командованию ВВС и ПВО. К середине ноября 1953 г. программа подготовки была завершена.
С началом войны в Корее по договорённости между правительством СССР и КНР на Северо-Востоке Китая были дислоцированы крупные советские авиационные части, защитившие индустриальные центры этого района от налётов американских бомбардировщиков. Советский Союз принял необходимые меры по наращиванию своих вооружённых сил на Дальнем Востоке, по дальнейшему усилению и развитию военно-морской базы Порт-Артур. Она являлась важным звеном в системе обороны восточных рубежей СССР, и в особенности Северо-Восточного Китая. Позже, в сентябре 1952 года, подтверждая эту роль Порт-Артура, китайское правительство обратилось к советскому руководству с просьбой об отсрочке передачи этой базы из совместного с СССР управления в полное распоряжение КНР. Просьба была удовлетворена.
4 октября 1950 г. 11 американских самолётов сбили советский самолёт-разведчик А-20 ТОФ, выполнявший плановый полёт в районе Порт-Артура. Трое членов экипажа погибли. 8 октября произошло нападение двух американских самолётов на советский аэродром в Приморье Сухая речка. Было повреждено 8 советских самолётов. 
Вся группировка советских войск подчинялась маршалу Малиновскому и не только служила тыловой базой для воюющей Северной Кореи, но и мощным потенциальным «ударным кулаком» против американских войск в регионе Дальнего Востока. Личный состав сухопутных сил СССР с семьями офицеров на Ляодуне составлял более 100 000 человек. В районе Порт-Артура курсировало 4 бронепоезда.
К началу боевых действий советская авиационная группировка в Китае состояла из 83-го смешанного авиационного корпуса (2 иад, 2 бад, 1 шад); 1 иап ВМФ, 1 тап ВМФ; в марте 1950 г. прибыла 106 иад ПВО (2 иап, 1 сбшап). Из этих и вновь прибывших частей в начале ноября 1950 года был сформирован 64-й особый истребительный авиакорпус.
Всего за период войны в Корее и последовавших за ней Кэсонских переговоров в корпусе сменилось двенадцать истребительных дивизий (28-я, 151-я, 303-я, 324-я, 97-я, 190-я, 32-я, 216-я, 133-я, 37-я, 100-я), два отдельных ночных истребительных полка (351-й и 258-й), два истребительных полка из состава ВВС ВМФ (578-й и 781-й), четыре зенитные артиллерийские дивизии (87-я, 92-я, 28-я и 35-я), две авиационно-технические дивизии (18-я и 16-я) и другие части обеспечения.
Корпусом в разные периоды командовали генерал-майоры авиации И. В. Белов, Г. А. Лобов и генерал-лейтенант авиации С. В. Слюсарев.
64-й истребительный авиационный корпус принимал участие в военных действиях с ноября 1950 по июль 1953 г. Общая численность личного состава корпуса равнялась примерно 26 тыс. чел. и сохранялась такой до конца войны. По состоянию на 1 ноября 1952 г. в составе корпуса находились 440 лётчиков и 320 самолётов. На вооружении 64-го иак первоначально состояли самолёты МиГ-15, Як-11 и Ла-9, в дальнейшем они были заменены на МиГ-15бис, МиГ-17 и Ла-11.
По советским данным, советские истребители с ноября 1950-го по июль 1953 года в 1872 воздушных боях сбили 1106 самолётов противника. Огнём зенитной артиллерии корпуса с июня 1951-го по 27 июля 1953 года уничтожено 153 самолёта, а всего силами 64-го иак сбито 1259 самолётов противника различных типов. Потери самолётов в воздушных боях, проведённых лётчиками контингента советских войск, составили 335 МиГ-15. Советские авиационные дивизии, участвовавшие в отражении налётов авиации США, потеряли 120 лётчиков. Потери зенитной артиллерии в личном составе составили 68 человек убитыми и 165 ранеными. 
В 1950 году главным военным советником и одновременно — военным атташе в Китае был генерал-лейтенант Павел Михайлович Котов-Легоньков, затем генерал-лейтенант А. В. Петрушевский и Герой Советского Союза генерал-полковник авиации С. А. Красовский.
Главному военному советнику подчинялись старшие советники различных родов войск, военных округов и академий. Такими советниками были: в артиллерии — генерал-майор артиллерии М. А. Никольский, в бронетанковых войсках — генерал-майор танковых войск Г. Е. Черкасский, в противовоздушной обороне — генерал-майор артиллерии В. М. Добрянский, в военно-воздушных силах — генерал-майор авиации С. Д. Прутков, и в военно-морском флоте — контр-адмирал А. В. Кузьмин.
Советская военная помощь имела существенное влияние на ход военных действий в Корее. Например, помощь, оказанная советскими моряками корейским ВМС (старший военно-морской советник в КНДР — адмирал Капанадзе). С помощью советских специалистов в прибрежных водах было поставлено более 3 тыс. мин советского производства. Первым кораблём США, подорвавшимся на мине, 26 сентября 1950 г. был эсминец «Брам». Вторым, наскочившим на контактную мину, — эсминец «Мэнчфилд». Третьим — тральщик «Мэгпай». 
Участие советских сухопутных войск в Корейской войне не афишируется и до настоящего времени засекречено. Советники находились при командующих родами войск и начальниках служб Корейской народной армии, в пехотных дивизиях и отдельных пехотных бригадах, пехотных и артиллерийских полках, отдельных боевых и учебных частях, в офицерской и политической школах, в тыловых соединениях и частях.
Вениамин Николаевич Берсенев, год и девять месяцев воевавший в Северной Корее, рассказывает:
«Я был китайским добровольцем и носил форму китайской армии. За это нас в шутку называли „Китайские болванчики“. В Корее служили многие советские солдаты и офицеры. А их семьи даже не догадывались об этом».
Исследователь боевых действий советской авиации в Корее и Китае И. А. Сеидов отмечает: «На территории Китая и Северной Кореи советские части и подразделения противовоздушной обороны также соблюдали маскировку, выполняя задачу в форме китайских народных добровольцев».
В. Смирнов свидетельствует: «Старожил Даляня, просивший называть его дядя Жора (в те годы он был вольнонаёмным рабочим в советской воинской части, и имя Жора ему дали советские солдаты), рассказал, что советские лётчики, танкисты, артиллеристы помогали корейскому народу в отражении американской агрессии, но воевали они в форме китайских добровольцев. Погибших хоронили на кладбище в Порт-Артуре».
Работа советских военных советников была высоко оценена правительством КНДР. В октябре 1951 года 76 человек за самоотверженную работу «по оказанию помощи КНА в её борьбе против американо-английских интервентов» и «беззаветную отдачу своей энергии и способностей общему делу обеспечения мира и безопасности народов» были награждены корейскими национальными орденами. Из-за нежелания советского руководства предавать огласке присутствие советских военнослужащих на территории Кореи пребывание их в действующих частях с 15 сентября 1951 г. было «официально» запрещено. 
15 мая 1954 года американское правительство опубликовало документы, которые устанавливали размеры участия советских войск в корейской войне. Согласно приведённым данным, в составе северокорейской армии находилось около 20 000 советских солдат и офицеров. За два месяца до заключения перемирия советский контингент был снижен до 12 000 человек.
Американские радиолокаторы и система подслушивания, по словам лётчика-истребителя Б. С. Абакумова, контролировали режим работы советских авиачастей. Ежемесячно в Северную Корею и Китай забрасывалось большое число диверсантов с различными заданиями, включая захват кого-нибудь из русских для доказательства их присутствия в стране. Американские разведчики были оснащены первоклассной техникой передачи сведений и могли маскировать радиоаппаратуру под водой рисовых полей. Благодаря качественной и оперативной работе агентуры вражеская сторона была часто информирована даже о вылетах советских самолётов, вплоть до обозначения их бортовых номеров. Ветеран 39-й армии Самочеляев Ф. Е., командир штабного взвода связи 17 гв. сд, вспоминал: «Стоило нашим частям начать передвижение или самолётам подняться в воздух, как тут же начинала работать вражеская радиостанция. Поймать же наводчика было крайне сложно. Они хорошо знали местность и умело маскировались».
Американская и гоминьдановская разведки постоянно активно действовали на территории Китая. Центр американской разведки под названием «Исследовательское бюро по дальневосточным вопросам» находился в Гонконге, в Тайбэе — школа по обучению диверсантов и террористов. 12 апреля 1950 г. Чан Кайши отдал секретный приказ о создании в Юго-Восточном Китае специальных подразделений для осуществления террористических актов против советских специалистов. В нём, в частности, говорилось: «…широко развернуть проведение террористических действий против советских военных и технических специалистов и важных военных и политических работников-коммунистов с тем, чтобы эффективно пресечь их деятельность…» Чанкайшистские агенты стремились получить документы находящихся в Китае советских граждан. Имели место и провокации с инсценировками нападения советских военнослужащих на китаянок. Эти сцены фотографировались и представлялись в печати как акты насилия по отношению к местным жителям. Одна из диверсионных групп была раскрыта в учебном авиацентре по подготовке к полётам на реактивной технике на территории КНР.
По свидетельствам ветеранов 39-й армии «диверсанты из националистических банд Чан Кайши и гоминьдановцы нападали на советских военнослужащих во время несения караульной службы на дальних объектах». Против шпионов и диверсантов проводились постоянная радиопеленгационная разведка и поисковые мероприятия. Обстановка требовала постоянной повышенной боевой готовности советских войск. Непрерывно велась боевая, оперативная, штабная, специальная подготовка. Проводились совместные с частями НОАК учения.
С июля 1951 года в Северокитайском округе стали создаваться новые и переформировываться старые дивизии, в том числе и корейские, выведенные на территорию Маньчжурии. По просьбе китайского правительства в эти дивизии на период их формирования были направлены по два советника: к командиру дивизии и к командиру танково-самоходного полка. С их активной помощью начиналась, проводилась и заканчивалась боевая подготовка всех частей и подразделений. Советниками командиров этих пехотных дивизий в Северокитайском военном округе (в 1950—1953 годах) были: подполковник И. Ф. Помазков; полковник Н. П. Катков, В. Т. Ягленко. Н. С. Лобода. Советниками командиров танково-самоходных полков были подполковник Г. А. Никифоров, полковник И. Д. Ивлев и др.
27 января 1952 года президент США Трумэн написал в личном дневнике: «Мне кажется, что правильным решением теперь был бы ультиматум с десятидневным сроком, извещающий Москву, что мы намерены блокировать китайское побережье от корейской границы до Индокитая и что мы намерены разрушить все военные базы в Маньчжурии… Мы уничтожим все порты или города для того, чтобы достичь наших мирных целей… Это означает всеобщую войну. Это означает, что Москва, Санкт-Петербург, Мукден, Владивосток, Пекин, Шанхай, Порт-Артур, Дайрен, Одесса и Сталинград и все промышленные предприятия в Китае и Советском Союзе будут стерты с лица земли. Это — последний шанс для советского правительства решить, заслуживает ли оно того, чтобы существовать или нет!».
Предвидя подобное развитие событий, советским военнослужащим были выданы на случай атомной бомбардировки йодистые препараты. Воду разрешалось пить только из фляжек, наполняемых в части.
Широкий резонанс в мире получили факты использования коалиционными силами ООН бактериологического и химического оружия. Как сообщали публикации тех лет, бомбардировкам специальными контейнерами, начинёнными насекомыми (мухами, пауками, жуками, кузнечиками, муравьями, мошками и др.), заражёнными чумой, холерой и другими болезнями, подвергались как позиции корейско-китайских войск, так и районы, отдалённые от линии фронта. Всего, по утверждению китайских учёных, за два месяца американцами было проведено 804 бактериологических налёта. Эти факты подтверждаются и советскими военнослужащими — ветеранами Корейской войны. Берсенев вспоминает: «Б-29 бомбили ночью, а утром выйдешь — всюду насекомые: такие большие мухи, заражённые разными болезнями. Вся земля была усеяна ими. Из-за мух спали в марлевых пологах. Нам постоянно делали профилактические уколы, но многие все равно заболевали. А кто-то из наших погибал при бомбежках».
Днём 5 августа 1952 года был произведён налёт на командный пункт Ким Ир Сена. В результате этого налёта погибло 11 советских военных советников. 23 июня 1952 года американцы совершили самый крупный налёт на комплекс гидросооружений на реке Ялуцзян, в котором участвовало свыше пятисот бомбардировщиков. В результате почти вся Северная Корея и часть Северного Китая осталась без электроснабжения. Английские власти открестились от этого акта, совершенного под флагом ООН, заявив протест.
29 октября 1952 года американская авиация совершила разрушительный налёт на советское посольство. По воспоминаниям сотрудника посольства В. А. Тарасова, первые бомбы были сброшены в два часа ночи, последующие заходы продолжались примерно каждые полчаса до рассвета. Всего было сброшено четыреста бомб по двести килограммов каждая.
27 июля 1953 г. в день подписания Договора о прекращении огня (общепринятая дата окончания Корейской войны) советский военный самолёт «Ил-12», переоборудованный в пассажирский вариант, вылетел из Порт-Артура курсом на Владивосток. Пролетая над отрогами Большого Хингана, он был внезапно атакован 4 американскими истребителями, в результате чего безоружный «Ил-12» с 21 человеком на борту, включая членов экипажа, был сбит.

## Советские части, участвовавшие в боевых действиях на территории Кореи и Китая
Известны следующие советские части, участвовавшие в боевых действиях на территории Кореи и Китая: 64-й истребительный авиационный корпус, отдел инспекции ГВС, отдел спецсвязи при ГВС; три авиационные комендатуры, расположенные в Пхеньяне, Сейсине и Канко для технического обслуживания трассы Владивосток — Порт-Артур; Хэйдзинский разведывательный пункт, станция «ВЧ» министерства госбезопасности в Пхеньяне, трансляционный пункт в Ранане и рота связи, обслуживавшая линии связи с посольством СССР. С октября 1951 г. до апреля 1953 г. при штабе КНД работала группа радистов ГРУ под командованием капитана Ю. А. Жарова, обеспечивавшая связь с Генеральным штабом Советской Армии. До января 1951 года в Северной Корее находилась также отдельная рота связи. 13.06.1951 в район боевых действий прибыл 10-й зенитно-прожекторный полк. Он находился в Корее (г. Аньдунь) до конца ноября 1952 года и был сменён 20-м полком. 52-я, 87-я, 92-я, 28-я и 35-я зенитно-артиллерийские дивизии, 18-я авиационно-техническая дивизия 64-го ИАК. В составе корпуса также находились 727 обс и 81 орс. На территории Кореи находилось несколько радиотехнических батальонов. Курсировало несколько военных госпиталей на железной дороге и действовал 3-й железнодорожный эксплуатационный полк. Боевую работу вели советские связисты, операторы радиолокационных станций, ВНОС, специалисты, занимавшиеся ремонтно-восстановительными работами, сапёры, водители, советские лечебные учреждения.
А также части и соединения Тихоокеанского Флота: корабли Сейсинской военно-морской базы, 781-й истребительный авиационный полк, 593-й отдельный транспортный авиационный полк, 1744-я дальнеразведывательная авиационная эскадрилья, 36-й минно-торпедный авиационный полк, 1534-й минно-торпедный авиационный полк, кабельное судно «Пластун» (морской бой с его участием произошёл в Корейском проливе 26 июня 1950 года), 27-я лаборатория авиационной медицины.

## Завершающий период
В апреле 1953 года 39-я армия была включена в состав вновь образованного Дальневосточного военного округа (3-го формирования). В октябре 1953 года командующим 39-й армией был назначен генерал-лейтенант В. И. Шевцов. Он командовал армией до мая 1955 года. В оперативном подчинении командующего 39-й армией по-прежнему находились военно-морские и авиационные силы, базировавшиеся на полуострове. Он обладал статусом командующего всеми советскими войсками и силами на полуострове, а также полномочиями по руководству всеми гражданскими делами на полуострове.
Ещё в конце 1953 г. на аэродроме в Комаки в Японии была сформирована специальная группа из восьми самолётов RF-86F в составе 15-й разведывательной эскадрильи ВВС США. В ходе разведывательных полётов RF-86F использовали аэродромы «подскока» в Южной Корее, где происходила дозаправка. Посадка американских военных самолётов в Южной Корее нарушала соглашение о прекращении огня в Корее.
С апреля 1954 г. по июль 1955 г. RF-86F совершили свыше 12 дальних полётов над территорией Китая и СССР. Им удалось пролететь над районами Владивостока, Советской Гавани, Сахалина, Дальнего, Порт-Артура и др. Обычно в полёте участвовало от двух до четырёх машин. Полёты RF-86F были пресечены советскими «МиГами», и в конце лета 1955 г. американское командование отказалось от разведывательных полётов и разведгруппа RF-86F была расформирована.

## Дислокации
В Порт-Артуре дислоцировались: штаб 113-го стрелкового корпуса генерал-лейтенанта Терешкова (338-я стрелковая дивизия — на участке Порт-Артур, Дальний, 358-я от Дальнего до северной границы зоны, 262-я сд вдоль всей северной границы полуострова, штаб 5-го артиллерийского корпуса, 150-й УР, 139 апабр. 7-й отдельный полк связи обеспечивал связь между частями на Ляодуне, а также с Владивостоком и Москвой. Артиллерийский полк, 48-й гв. мсп, полк ПВО, иап, бальон АТО. Редакция газеты 39-й армии «Сын Родины». После войны она стала называться «Во славу Родины!», редактор — подполковник Б. Л. Красовский. База ВМФ СССР. Госпиталь 29-й ППГ.
В районе города Цзиньчжоу дислоцировались штаб 5 гв. ск генерал-лейтенанта Л. Н. Алексеева, 19, 91 и 17-я гв. стрелковая дивизия под командованием генерал-майора Евгения Леонидовича Коркуца (1949—1952 гг.). Начальник штаба подполковник Страшненко. В состав дивизии входил 21-й отдельный батальон связи, на базе которого проходили обучение китайские добровольцы. 26-й гвардейский пушечный артиллерийский полк, 46-й полк гвардейских миномётов, части 6-й артиллерийской дивизия прорыва, Минно-торпедный авиаполк ТОФ.
В Дальнем — 33-я пушечная дивизия, штаб 7-го БАК, авиационные части, 14-я зенад, 119-й стрелковый полк охранял порт. Части ВМФ СССР. В 50-х годах советскими специалистами в удобной прибрежной зоне был построен современный госпиталь для НОАК. Этот госпиталь существует и сейчас.
В Саньшилипу — авиачасти.
В районе городов Шанхая, Нанкина и Сюйчжоу — 52 зенитно-артиллерийская дивизия, авиационные части (на аэродромах Цзяньвань и Дачан), посты ВНОС (в пунктах Цидун, Наньхой, Хайань, Усянь, Цунцзяолу).
В районе г. Андун — 19-я гв. стрелковая дивизия, авиачасти, 10-й, 20-й зенитно-прожекторные полки.
В районе г. Инченцзы — 7-я мех. дивизия генерал-лейтенанта Ф. Г. Каткова, части 6-й артиллерийской дивизия прорыва.
В районе г. Наньчань — авиачасти.
В районе г. Харбин — авиачасти.
В районе г. Пекин — 300-й авиаполк.
Мукден, Аньшань, Ляоян — военно-воздушные базы.
В районе г. Цицикар — авиачасти.
В районе г. Мягоу — авиачасти.

## Потери и утраты
Советско-японская война 1945 г. Погибшие — 12 031 чел., санитарные — 24 425 чел.
За время выполнения советскими военными специалистами интернационального долга в Китае с 1946 по 1950 г. погибло, умерло от ран и болезней 936 чел. Из них офицеров — 155 , сержантов — 216, солдат — 521 и 44 чел. — из числа гражданских специалистов. Захоронения павших советских интернационалистов бережно сохраняются в Китайской Народной Республике.
Война в Корее (1950—1953 гг.).  Общие безвозвратные потери советских частей и соединений составили 315 чел., из них офицеров — 168, сержантов и солдат — 147.
Цифры советских потерь в Китае в том числе и за период Корейской войны существенно отличаются по разным источникам. Так, по сведениям генконсульства РФ в Шэньяне, на кладбищах на Ляодунском полуострове с 1950 по 1953 год было погребено 89 советских граждан (гг. Люйшунь, Далянь и Цзиньчжоу), а по данным китайской паспортизации 1992 года — 723 человека.
Всего же за период с 1945 по 1956 год на Ляодунском полуострове, по данным генконсульства РФ, было погребено 722 советских гражданина (из них 104 неизвестных), а по данным китайской паспортизации 1992 г. — 2572 человека, включая 15 неизвестных. Что же касается советских потерь, то полные данные об этом до сих пор отсутствуют. Из многих литературных источников, в том числе мемуарных, известно, что во время корейской войны гибли советские советники, зенитчики, связисты, медработники, дипломаты, другие специалисты, оказывавшие помощь Северной Корее.
В Китае находится 58 мест захоронений советских и российских воинов. Более 18 тысяч погибли при освобождении Китая от японских захватчиков и после ВМВ.
На территории КНР покоится прах более 14,5 тысяч советских воинов, в 45 городах Китая сооружено не менее 50 памятников советским воинам.
В отношении учёта утрат советских гражданских лиц в Китае подробная информация отсутствует. При этом около 100 женщин и детей похоронено только на одном из участков на русском кладбище в Порт-Артуре.
Здесь похоронены дети военнослужащих, умершие во время эпидемии холеры в 1948 году, в основном одного-двух лет от роду
В 2011 году китайское книжное издательство в Даляне выпустило книгу, посвящённую мемориалам и захоронениям советских воинов, павших на китайской земле в боях с японскими милитаристами. Автор — Тянь Чжихэ. В ней собраны материалы о более чем ста памятниках и захоронениях советских воинов в девяти китайских провинциях. В книге много фотоснимков.
Русские-советские кладбища в Китае:
1. Мемориальное русское военное кладбище Саньлицзяо в Порт-Артуре (недоступная ссылка) (Люйшуне). По данным на 2010 г. (далеко не полных обследований) с 1945 по 1955 гг. здесь похоронено 2031 человек советских граждан.
2. Русское кладбище Циньюаньцзе в г. Дальнем (Даляне).
3. Русское Успенское кладбище Хуаншань в г. Харбине.
4. Русское кладбище Наньшань в г. Цзиньчжоу.
5. Русское кладбище в г. Мукдене.
6. Советский воинский мемориал в г. Чунцин.
7. Советский воинский мемориал в г. Чэндэ.
8. Советский воинский мемориал в г. Чжанбэй.
9. Советский воинский мемориал в г. Чифэн.
10. Советский воинский мемориал в г. Хайлар.
11. Советский воинский мемориал Цзефан в г. Ухань.
12. Советский воинский мемориал в г. Цитайхэ
13. Советский воинский мемориал в г. Шэньян
14. Советский воинский мемориал в г. Маньчжоули
15. Советский воинский мемориал Наньшань в уезде Суньу
16. Советский воинский мемориал в п. Цикэ уезда Сюнькэ

Братские могилы и памятники советским воинам

## Вывод войск из Китая
Для решения вопроса о выводе войск в 1954 г. в Порт-Артур прибыл Хрущёв. Военным он дал пять месяцев для вывода войск. 2 октября 1954 года было подписано коммюнике о передислокации находившихся там 39-й общевойсковой армии и частей ВМФ. К этому моменту СССР имел в КНР шесть стрелковых и одну механизированную дивизию, дивизион сторожевых кораблей, бригаду подводных лодок, бригаду торпедных катеров, бригаду охраны водного района, силы береговой обороны и ПВО, флотскую бомбардировочную авиадивизию и истребительный авиакорпус. К 31 мая 1955 года переброска войск завершилась. Капитальные сооружения и большая часть техники переданы КНР. Практически всё было передано бесплатно, включая десятки торпедных катеров, танки, подводные лодки, весь боезапас. В день ухода войск состоялось торжественное построение в частях, где китайцам передали ключи от имущества. Под звуки советского гимна спустили военно-морской флаг Советского Союза, и тут же его место занял китайский стяг.
Вывод занял 8 месяцев. После ухода в Порт-Артуре какое-то время ещё оставались советские специалисты, учившие китайских подводников.
Сокращение, а затем и расформирование 39-й армии началось в 1955 году. Расформирована армия была в 1956 году в составе Приморского военного округа.

## 39-я армия в Монголии
39-я общевойсковая армия (третье формирование) была вновь воссоздана в связи с ухудшением советско-китайских отношений на границе с Китаем в 1960-е гг. в составе Забайкальского военного округа на территории Монголии. Именовалась также Группой советских войск в Монголии (ГСВМ), хотя войска не формировали т. н. «группу войск», а непосредственно входили в состав Забайкальского округа. В состав армии вошли прибывшие из европейской части страны две танковые (2-я гв. тд и 51 тд) и находившиеся в Забайкалье и Монголии мотострелковые дивизии (12, 41, 91, 149). В сентябре 1985 г. командующим армией был назначен генерал-майор Шевцов Владимир Тимофеевич. Весной 1987 г. начался вывод из Монголии 91 мсд в Нижнеудинск. 4 февраля 1989 года было подписано советско-китайское соглашение о сокращении численности войск на границе. 15 мая 1989 года советское руководство заявило о частичном, а затем о полном выводе 39-й армии Забайкальского военного округа из Монголии. В состав армии входили две танковые и три мотострелковые дивизии (2 гв. тд, 51 тд; 12, 41, 149 мсд) — более 50 тыс. военнослужащих, 1816 танков, 2531 бронемашина, 1461 артиллерийская система, 190 самолётов и 130 вертолётов. 25 сентября 1992 года официально объявлено о завершении вывода войск. Последние российские солдаты покинули Монголию в декабре 1992 года. Вывод войск из Монголии занял 28 месяцев.

## Состав
Состав 39-й армии на 1 апреля 1945 года
- 5 гв. ск (17, 19, 91 гв. сд), 94 ск (124, 221, 358 сд), 113 ск (192, 262, 338 сд)
- 139 апабр; 64 гап; 610 иптап; 555 минп; 326 гв. мп; 67 зенад (1982, 1986, 1990, 1994 зенап); 621, 1481 зенап
- 28 гв. тбр; 378 гв. тсап; 735, 927, 1197 сап; в январе 1 тк (89 тбр, 117 тбр, 159 тбр, 44 мсбр)
- 32 исбр